# North Cooking Lake
North Cooking Lake est un hameau situé dans la province d'Alberta, dans le centre-est.